# Sibianor victoriae
Sibianor victoriae är en spindelart som beskrevs av Dmitri Viktorovich Logunov 2000 [200. Sibianor victoriae ingår i släktet Sibianor och familjen hoppspindlar. Inga underarter finns listade i Catalogue of Life.